# Hartmut Flöckner
Hartmut Flöckner, född 27 juni 1953 i Berlin, är en före detta östtysk simmare.
Flöckner blev olympisk silvermedaljör på 4 x 100 meter medley vid sommarspelen 1972 i München.